# Anik A1
Anik A1 (Telesat 1) – kanadyjski sztuczny satelita przeznaczony do obsługi krajowej sieci łączności satelitarnej. W języku eskimoski Anik oznacza brat.

## Budowa
Producentem satelity była amerykańska firma Hughes Aircraft przy kooperacji kanadyjskich firm Spar Aerospace i Northern Electric Company of Canada. Pod względem konstrukcyjnym zbliżony do satelitów Intelsat IV. Masa startowa satelity wyniosła 567 kg, na orbicie geostacjonarnej 270 kg (po zużyciu całego paliwa w silniku służącym do zmiany orbity). Zasilanie z 23 000 ogniw słonecznych dających początkową moc 300 W (po 7 latach 230 W). 

## Misja
Satelita wyniesiony został na orbitę geostacjonarną z Przylądka Kennedy'ego 10 listopada 1972 roku za pomocą amerykańskiej rakiety Delta 1914 (wydzierżawionej od NASA), wyposażonej w dziewięć dodatkowych silników startowych na paliwo stałe. Satelita wyposażony był w 12 transponderów zapewniających pojemność 9600 kanałów telefonicznych lub 10 kanałów telewizji kolorowej. Moc wyjściowa nadajników wynosiła 6 W. W stacjach naziemnych przyjęto częstotliwość: dla nadawania 6 GHz, dla odbioru 4 GHz. Średnica anteny stacji naziemnych wynosiła 9 m. 11 stycznia 1973 roku przeprowadzono pierwszą rozmowę telefoniczną z wioski eskimoskiej koło Resolute Bay do Allan Park pod Toronto (odległość w linii prostej 3500km). Kiedy system rozpoczął pracę, na terenie Kanady znajdowały się tylko cztery stacje naziemne. 
Anik A1 do tej pory pozostaje na orbicie zbliżonej do geostacjonarnej.
18 kwietnia 1973 roku wprowadzono na orbitę geostacjonarną drugiego satelitę Anik, a trzeci w roku 1975 osiągną orbitę. Satelity Anik umożliwiły nie tylko dalekosiężną łączność telefoniczną i dalekopisową, lecz także przekazywanie programów telewizyjnych nawet do niewielkich osiedli.